# Chipotla, Pahuatlán
Chipotla är en ort i Mexiko.   Den ligger i kommunen Pahuatlán och delstaten Puebla, i den sydöstra delen av landet, 140 km nordost om huvudstaden Mexico City. Chipotla ligger 1 167 meter över havet och antalet invånare är 146.
Terrängen runt Chipotla är bergig åt nordost, men åt sydväst är den kuperad. Chipotla ligger nere i en dal. Runt Chipotla är det ganska tätbefolkat, med 230 invånare per kvadratkilometer. Närmaste större samhälle är Huauchinango, 14,4 km sydost om Chipotla. I omgivningarna runt Chipotla växer i huvudsak blandskog.